# Webring

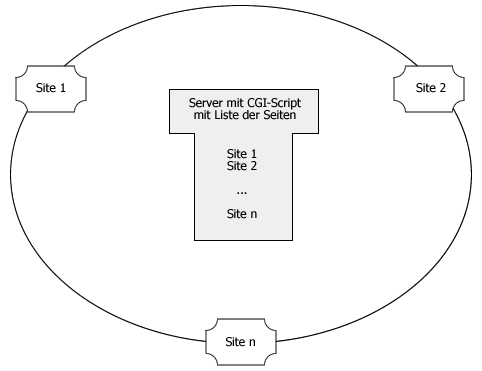
Das Konzept eines Webrings

Ein Webring verknüpft mehrere Websites derselben inhaltlichen Thematik miteinander durch Hyperlinks. Dadurch erhoffen sich die Betreiber der teilnehmenden Webseiten mehr Besucher auf den eigenen Seiten. Im Gegenzug wird ein Link auf eine andere Webseite des Webrings oder eine komplette Linkliste mit allen Seiten des Webrings auf jeder Seite veröffentlicht. Der Internetbenutzer erhält den Vorteil, dass er mehrere thematisch verwandte Seiten auf einen Blick erhält, ohne diese über eine Suchmaschine oder ähnliches suchen zu müssen. Außerdem kommt der Benutzer beim Durchklicken aller Seiten am Ende wieder bei der Webseite heraus, bei der er begonnen hat, und muss diese nicht erst wieder ausfindig machen.

## Geschichte
Die Idee des Webrings stammt von Sage Weil (Erfinder der Storage-Lösung Ceph), der 1994 den ersten Webring eröffnete und ein entsprechendes CGI-Skript zur Verwaltung schrieb. Er registrierte auf sich zu diesem Zeitpunkt auch die Domain webring.org. Im Mai 2000 übernahm Yahoo diese Website; später gab es durch Yahoo einen Spin-off.

## Auswirkungen auf die Suchmaschinenoptimierung
Für die Suchmaschinenoptimierung einer Website spielen eingehende Links einer externen Website eine relevante Rolle. Dennoch ist es nicht ratsam, sich aus SEO-Gründen einem Webring anzuschließen. Google und andere Suchdienste erkennen die Mechaniken von Linktausch-Plattformen im Quellcode recht zuverlässig und insbesondere Google weist auch in seinen Spamrichtlinien für die Websuche darauf hin, dass Exzessiver Linktausch („Verlink auf meine Website und ich verlinke auf deine“) oder Partnerseiten zum ausschließlichen Zweck der gegenseitigen Verlinkung einen Verstoß gegen diese Richtlinien darstellen.

## Technische Umsetzung
Die technische Umsetzung erfolgt meistens mittels einer zentralen Seite für den Webring, die ein Skript enthält, das alle angemeldeten Websites in einer Datenbank speichert.
Oft wird hier auch ein vorgefertigter Dienst eines Anbieters in Anspruch genommen.
Auf den Webseiten der Teilnehmer selber sind meistens JavaScript-Skripte eingebunden, die mit dem Skript der Hauptwebsite kommunizieren.
Alternativ kann auch auf den einzelnen Webseiten eine serverseitige Skriptsprache zum Einsatz kommen.